# Valentin Ceaușescu
Valentin Ceaușescu (né le 17 février 1948) est un physicien roumain. Il est l'aîné et le seul enfant survivant de l'ancien président communiste Nicolae Ceaușescu et de sa femme, Elena.

## Biographie
Valentin Ceaușescu est diplômé de l'Imperial College de Londres et a été physicien au sein de l’Institut central de physique à Bucarest.